# Braubach
Braubach är en stad i Rhein-Lahn-Kreis i det tyska förbundslandet Rheinland-Pfalz. Braubach, som är känt för borgen Marksburg, har cirka 3 000 invånare.
Kommunen ingår i kommunalförbundet Verbandsgemeinde Loreley tillsammans med ytterligare 21 kommuner.